# Gustav Juel Wiik
Pour les articles homonymes, voir Wiik.
Gustav Juel Wiik, né le 25 décembre 1878 à Horten et mort le 31 mars 1906 dans le passage du Nord-Ouest, est un explorateur norvégien. 

## Biographie
Il étudie à l'Observatoire magnétique de Potsdam et est engagé sur le Gjøa pour l'expédition de Roald Amundsen à travers le passage du Nord-Ouest comme deuxième machiniste, mais il est surtout actif durant celle-ci comme expert en mesures magnétiques. 
Il meurt d'une maladie pulmonaire en cours de route et est inhumé le 9 mai 1906 à l'observatoire magnétique de l'expédition à King Point.